# 陳叔剛
陈叔刚（1394年—1440年），名枨，字叔刚，号絅斋，以字行，福建闽县大义村人。明朝政治人物。

## 生平
永樂十九年（1421年）辛丑科进士。宣德元年，任御史，参与修《明太宗实录》、《仁宗实录》、《宣宗实录》，任朝廷经筵讲官，升翰林院侍读。宣德初，拜监察御史，预修成祖仁宗实录，以劳迁修撰、翰林院侍读。

## 家族
弟陳叔紹，正统乙丑进士。叔剛有子陈炜，天順庚辰進士。次子陳烓，成化進士。孫陳墀、陳達、陳暹俱進士。